# Sacodes
Sacodes es un género de coleóptero de la familia Scirtidae.

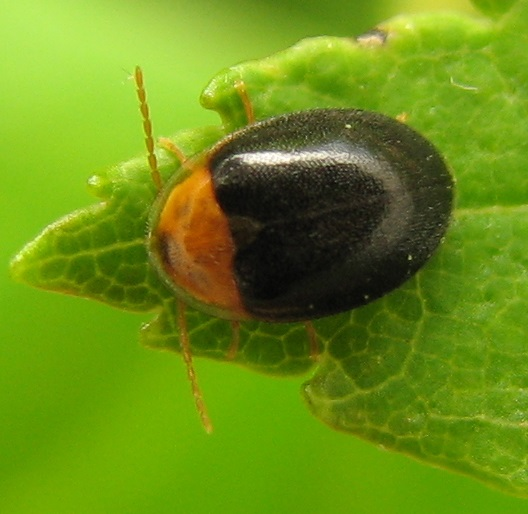
S. thoracica

## Especies
Las especies de este género son:
- Sacodes cognata
- Sacodes flavicollis
- Sacodes humeralis
- Sacodes indubia
- Sacodes leei
- Sacodes longiuscula
- Sacodes nigrata
- Sacodes okinawana
- Sacodes protectus
- Sacodes taiwanensis
- Sacodes thoracica (Guérin-Méneville, 1843)
- Sacodes tsushimensis